# Ambalangoda
Ambalangoda är en ort i Sri Lanka.   Den ligger i provinsen Southern Province, i den södra delen av landet, 80 km söder om huvudstaden Colombo. Ambalangoda ligger 13 meter över havet och antalet invånare är 20 133.
Terrängen runt Ambalangoda är mycket platt. Havet är nära Ambalangoda åt sydväst. Runt Ambalangoda är det tätbefolkat, med 947 invånare per kvadratkilometer. Ambalangoda är det största samhället i trakten. Omgivningarna runt Ambalangoda är en mosaik av jordbruksmark och naturlig växtlighet.